# 歐洲鰉
歐洲鳇（學名：Huso huso）又稱歐鳇、黑海鰉，是鲟科、鳇属的一種溯河产卵的洄遊性魚類，分布在里海、亚速海及黑海，也曾见于亚得里亚海。成鱼体长可达6公尺，重达1.5吨，是最大的軟骨硬鱗魚，也是除翻车鱼类以外现存最大的硬骨魚。
幼鱼主要以软体动物、甲壳类等无脊椎动物为食，随着身体成长，其食物中的鱼类占比逐渐增大；成鱼为典型的掠食性鱼类，性凶猛，以其他鱼类为主食，甚至在大个体成鱼的胃中发现过里海海豹的幼崽。洄游期间一般不摄食。
歐洲鳇的寿命可达100年。雌鱼至15－20岁才能成熟产卵，卵径超过3.5毫米，用以制成的鱼子酱极为珍贵，是卵粒最大、价格最高昂的鱼子酱，21 世纪初的市场价为每千克7000－10000美元不等。其卵粒色泽光润，呈灰黑色到浅灰色（年龄较大的雌鱼所产的卵颜色较浅，并且最具价值），口感柔滑，带有浓厚的奶油香味且回味持久。鱼子酱产业使欧洲鳇遭到大量捕捞和偷猎，野生种群已大幅减少，被 IUCN 评估为极危物种。